# Cabusset del Titicaca
El cabusset del Titicaca (Rollandia microptera) és una espècie d'ocell de la família dels Podicipèdids ( Podicipedidae ) que habita llacs dels Andes a la zona del Titicaca, al sud del Perú i oest de Bolívia.